# Vogtländischer Radfahrer-Bund
Der Vogtländische Radfahrer-Bund (V.R.-B.) (auch: Voigtländische Radfahrer-Bund) wurde 1895 gegründet. Andere Quellen nennen 1894 als Gründungsjahr. Letztmals wurde der Vogtländische Radfahrer-Bund im Plauener Adressbuch 1906/07 aufgeführt. Ab 1907 existierte ein Vogtländischer Motorfahrer-Verein in Plauen. Ob dieser neue Verein aus dem V.R.-B. hervorging, wird noch erforscht.

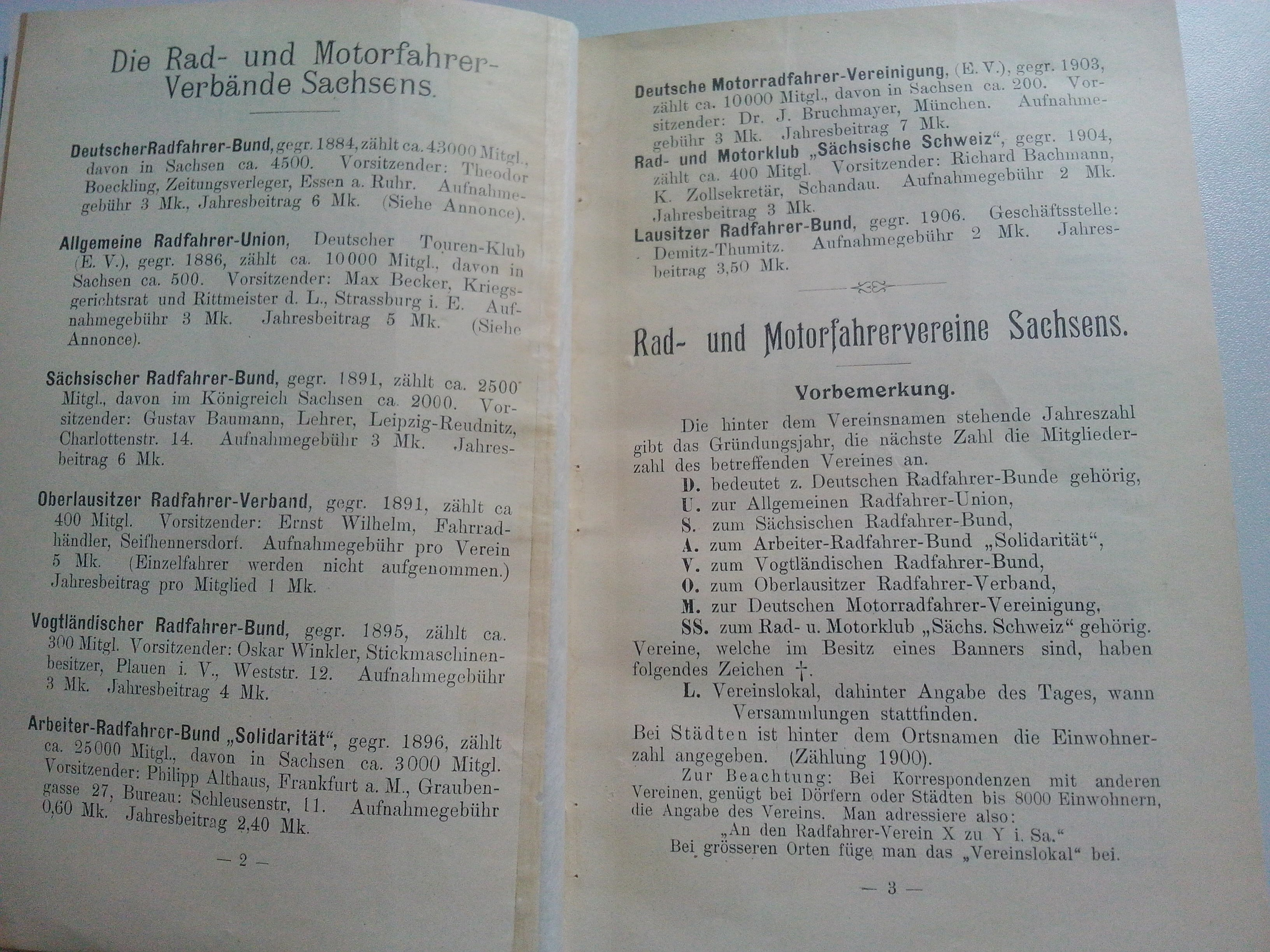
Quelle: Paulis Handbuch der Rad- und Motorradfahrer Sachsens 1906, II. Teil, S. 2/3

1906 zählte der Vogtländische Radfahrer-Bund ca. 300 Mitglieder. Vorsitzender war 1906 der Strickmaschinenbesitzer Oskar Winkler in Plauen. Die Aufnahmegebühr betrug drei Mark und der Jahresbeitrag vier Mark.
Die Bundeszeitung des V.R.-B. erschien 1906 wöchentlich in Zeulenroda.

## Mitgliedsvereine
1901: Ortsverein Stahlross des V.R.-B. 1894 (20 Mitglieder)
1906: Ortsverein „Stahlross“ des V.R.-B. 1894 (20)